# Hermanas de los Ángeles
La Congregación de las Hermanas de los Ángeles Adoratrices de la Santísima Trinidad (oficialmente en italiano: Istituto delle Suore degli Angeli Adoratrici della Santissima Trinità) es una congregación religiosa católica femenina de derecho pontificio, fundada por la religiosa italiana María Serafina del Sagrado Corazón, en Casolla, el 28 de junio de 1891. A las religiosas de este instituto se les conoce como hermanas de los ángeles, o también adoratrices trinitarias. Por la frase Suore degli Angeli, sus miembros posponen a sus nombres las siglas S.d.A.

## Historia
La italiana Clotilde Micheli, cuyo nombre religioso era María Serafina del Sagrado Corazón, con el fin de dedicarse a la educación y protección de los niños, asumió un orfanato en Casolla (Caserta-Italia). Para mantener su obra fundó la Congregación de las Hermanas de los Ángeles, el 28 de junio de 1891. El instituto se expandió rápidamente por otras ciudades italianas: Briano (1891), Santa Maria Capua Vetere (1893) y Faicchio (1899), esta última se convirtió en el centro de la congregación y casa para las novicias.
A la muerte de la fundadora en 1911, el instituto instituto ya había recibido la aprobación diocesana, como congregación religiosa (1904) y tenía cuatro comunidades. El 7 de marzo de 1928, el instituto fue aprobado por la Santa Sede.

## Organización
La Congregación de las Hermanas de los Ángeles es un instituto religioso de derecho pontificio centralizado, gobernado por la superiora general, llamada Madre general por los miembros del instituto. La coadyuva su consejo, elegido por un periodo de seis años. La sede central está en Nápoles.
En sus centros educativos y orfanatos, las adoratrices trinitarias se dedican a la educación y formación cristiana de los jóvenes, especialmente de los niños abandonados. En sus actividades pastorales incluyen la atención de los enfermos. En 2015, el instituto contaba con unas 299 religiosas y 41 comunidades, presentes en Benín, Brasil, Filipinas, Indonesia e Italia.